# فذلكة
الفَذْلَكَة هي كلمة تأتي بمعنى خلاصة أو مجمل ما قد ذكر بالتفصيل وهي مشتقة من الفعل العربي «فَذْلَكَ». وهي من قول الحاسب إذا أجمل حسابه، فَذَلِكَ كذا وكذا إشارة إلى حاصل الحساب ونتيجته. قال الشهاب الخفاجي: الفذلكة: جملة عدد قد فُصِّلَ. وبجانب هذا الاستعمال الرياضي فإن الكلمة تستعمل للإشارة إلى المختصرات لا سيما في كتب التاريخ. وقد استخدمت بهذا المعنى في دواوين الدولة العثمانية.